# Ultranaute
Les ultranautes, ou ultra, sont des humains dans l’univers de fiction des Inhibiteurs, vivant la majeure partie de leur vie à bord des vaisseaux dans lesquels ils accomplissent leurs missions de marchands ou de pirates.
La plupart sont “améliorés” mécaniquement, par des prothèses et membres artificiels, et/ou génétiquement. Ilia Volyova est une exception à cette généralité, et ne porte aucune amélioration.
Leurs “changements” morphologiques sont souvent considérés comme exagérés par le reste de l’humanité. Ils explorent, avec les conjoineurs, les possibilités de transhumanisme.
Ils constituent une sorte de guilde qui mêle pirates et marchands naviguant entre les différents systèmes peuplés, emportant souvent leur cargaison de passagers cryonisés. Toujours à la marge, supportant difficilement de vivre sur les systèmes planétaires, leurs déplacements constituent un facteur important de diffusion des informations et marchandises de toutes sortes.

## Voir également
- Extro : exemple de transhumanisme dans l’Univers des Cantos d'Hypérion de Dan Simmons
- L’utilisation des implants naneuroniques dans l’œuvre de Peter F. Hamilton